# Abelmoschus ficulneus
Abelmoschus ficulneus es una especie de planta perteneciente a la familia Malvaceae. Tiene el nombre común de white wild musk mallow o native rosella. Sus flores son de color rosa y blanco y sus hojas palmadas.

## Descripción
La especie crece como un pequeño arbusto erecto de 1 a 2 m de altura y 1 a 2 m de ancho. Las hojas son de 5 a 8 cm de largo y 4 a 7 cm de ancho, con una forma circular (cerca de la base en forma de corazón). Las hojas son ásperas en ambas caras, dentadas y con 3 a 5 lóbulos. Las flores son cortas y de color blanco o rosado con un centro de color púrpura oscuro que duran unos pocos días. La planta tiene pelos pequeños que pueden causar irritación.  Las semillas que están en su fase de crecimiento son de color verde oscuro y cuando están maduras se vuelven de color marrón oscuro,  se dividirán en cinco partes para liberar 10 a 20 semillas de color marrón a negro, cubiertas de finos pelos.

## Distribución y hábitat
La especie es nativa de India, Pakistán, Sri Lanka, Malasia, Madagascar y también el norte de Australia donde se ha convertido en un común los cultivos de malezas, Sobre todo en algodón.

## Sinonimia
- Hibiscus ficulneus L.
- Hibiscus sinuatus Cav.[4][5]

## Galería

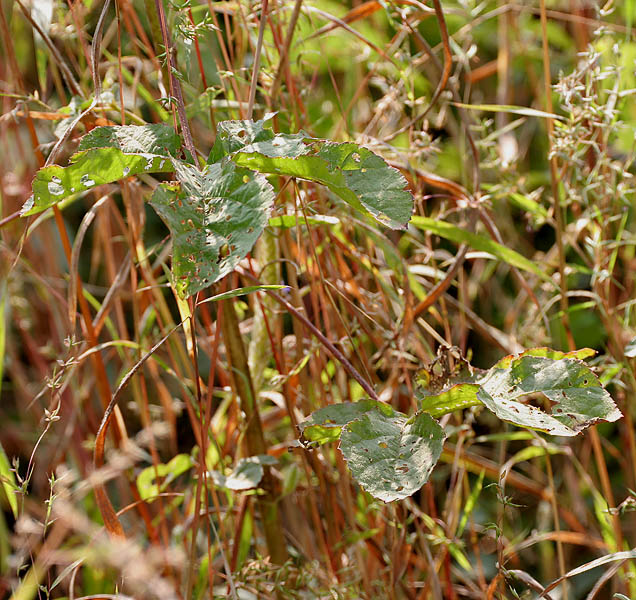
Abelmoschus ficulneus leaves in Kawal Wildlife Sanctuary, India.
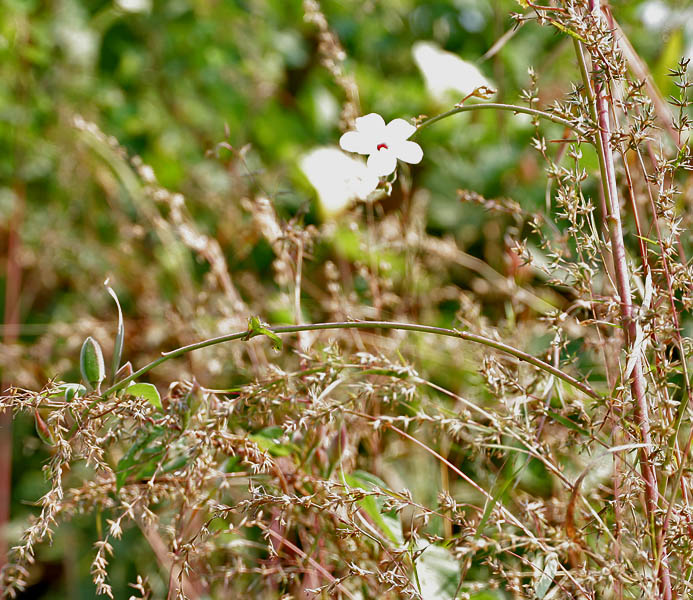
Abelmoschus ficulneus leaves in Kawal Wildlife Sanctuary, India.
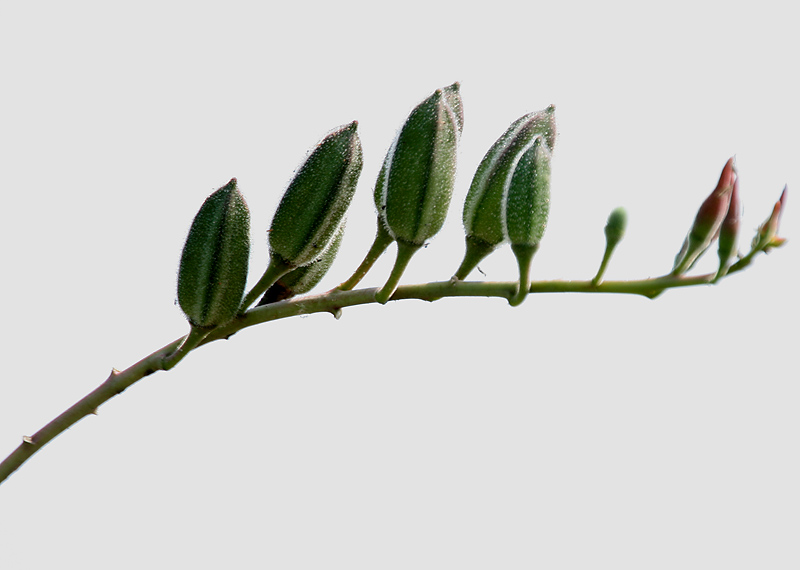
Abelmoschus ficulneus fruit in Kawal Wildlife Sanctuary, India.